# 曲直部寿夫
曲直部 寿夫（まなべ ひさお、1921年9月28日 - 1996年12月17日）は日本の心臓外科医、外科学者。大阪帝国大学卒業。臓器移植や人工臓器の開発に力を注ぎ、日本の心臓外科手術の礎を作った。

## 生涯
1921年（大正10年）大阪府生まれ。
大阪大学医学部助手であった1956年（昭和31年）、ファロー四徴症の手術において、日本国内最初の体外循環装置を用いた心臓外科手術に成功。当時はもちろん体外循環装置を動かす臨床工学技士はおらず、心臓外科医自身が人工心肺、充填液の処方、血液の用意などのシステム全体において責任があり、非常に困難な手術であった。
その後阪大教授を経て1977年（昭和52年）に国立循環器病研究センター初代病院長、1983年には同二代目総長に就任。1993年、勲一等瑞宝章受章。大阪府立看護大学長、日本移植学会会長などを務め、1996年12月17日、75歳で死去した。